# Žabja vas
Žabja vas je naselje v Občini Gorenja vas - Poljane.